# Laguna, Kulanapan
Laguna, jedna od bandi Pomo Indijanaca, porodica Kulanapan, sa zapadne obale jezera Clear Lake u Kaliforniji. Spominje ih Revere u Tour of Duty, 120, 1849. Zajedno s drugim kulanapan plemenima s jezera Clear Lake kolektivno su nazivani Clear Lake Indijanci,